# Ocell bevedor

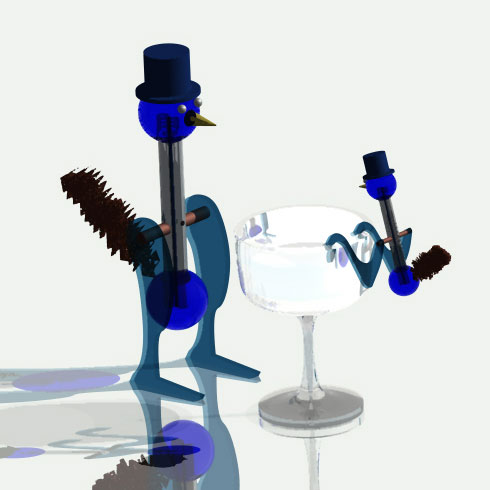
Representació de dos ocells bevent.

Un ocell bevedor és una joguina de balanceig termodinàmica. Està animat per l'evaporació de l'aigua que absorbeix la part porosa del seu cap i que sembla que ell begui; per tant, és un motor tèrmic .
La primera descripció data de 1946, en una patent presentada per Miles V. Sullivan, enginyer dels Laboratoris Bell. Tot i ser un joc senzill, pot servir per vulgaritzar principis de la química i de la física de manera lúdica.

## Estructura
L'ocell bevedor està format per un suport i un pèndol equilibrat. El pèndol, que representa el propi ocell, és buit i té tres parts visibles: el cap, el coll i la part posterior del cos. El cap és una bola buida, recoberta a l'exterior d'un material que li permet absorbir ràpidament l'aigua. El coll és una pipa. La part posterior del cos és una bola buida penetrada profundament pel tub que constitueix el coll i que s'omple parcialment amb un líquid. A la patent, Sullivan proposava èter, alcohol, tetraclòrid de carbó o cloroform. Modernament es fa servir més aviat diclorometà.

## Funcionament
L'ocell bevedor és un petit motor tèrmic: hi ha una font calenta (l'aire ambient) i una font freda (l'aigua del got). En l'ocell, hi ha dues fases en equilibri, la líquida (que es veu gràcies al colorant) i la gasosa. El funcionament és el següent, que es pot repetir sempre que hi hagi aigua al got:
- L'ocell està en posició vertical, amb el cap mullat. L'aire ambient, que constitueix la font de calor, en general no estar saturat d'aigua, l'aigua del cap s'evapora a poc a poc i així refreda el cap de l'ocell.
- El gas del cap es refreda a mesura que s'evapora l'aigua; el gas es condensa al llarg de les parets i la pressió d'aquest gas disminueix. Sota l'efecte de la reducció de pressió al capçal, el líquid puja a la columna. A la bola inferior a temperatura ambient, la pressió ha de romandre constant, a mesura que disminueix, el gas s'evapora per permetre un augment del volum de gas.
- En arribar a una certa alçada (segons el model, el seu equilibri, etc.), la columna de líquid que arriba al bec desequilibra l'ocell; inclina el cap cap al got i absorbeix aigua mentre s'inclina.
- En posició inclinada, el gas passa entre les parts inferior i superior de l'ocell. Les pressions es reequilibren. La columna de líquid torna a baixar. L'ocell torna a la seva posició d'equilibri vertical amb el cap de nou omplert d'humitat; el cicle pot començar de nou.

El moviment es pot aturar mitjançant l'assecament del cap, perquè així s'atura l'evaporació o bé cobrint el sistema amb una campana; en aquest cas, l'evaporació satura gradualment l'atmosfera amb aigua i finalment s'atura. A primera vista l'objecte sembla estar en moviment perpetu, però no és així. Es pot comprovar esperant que no quedi més aigua al recipient del qual beu l'ocell.

## Principis físics

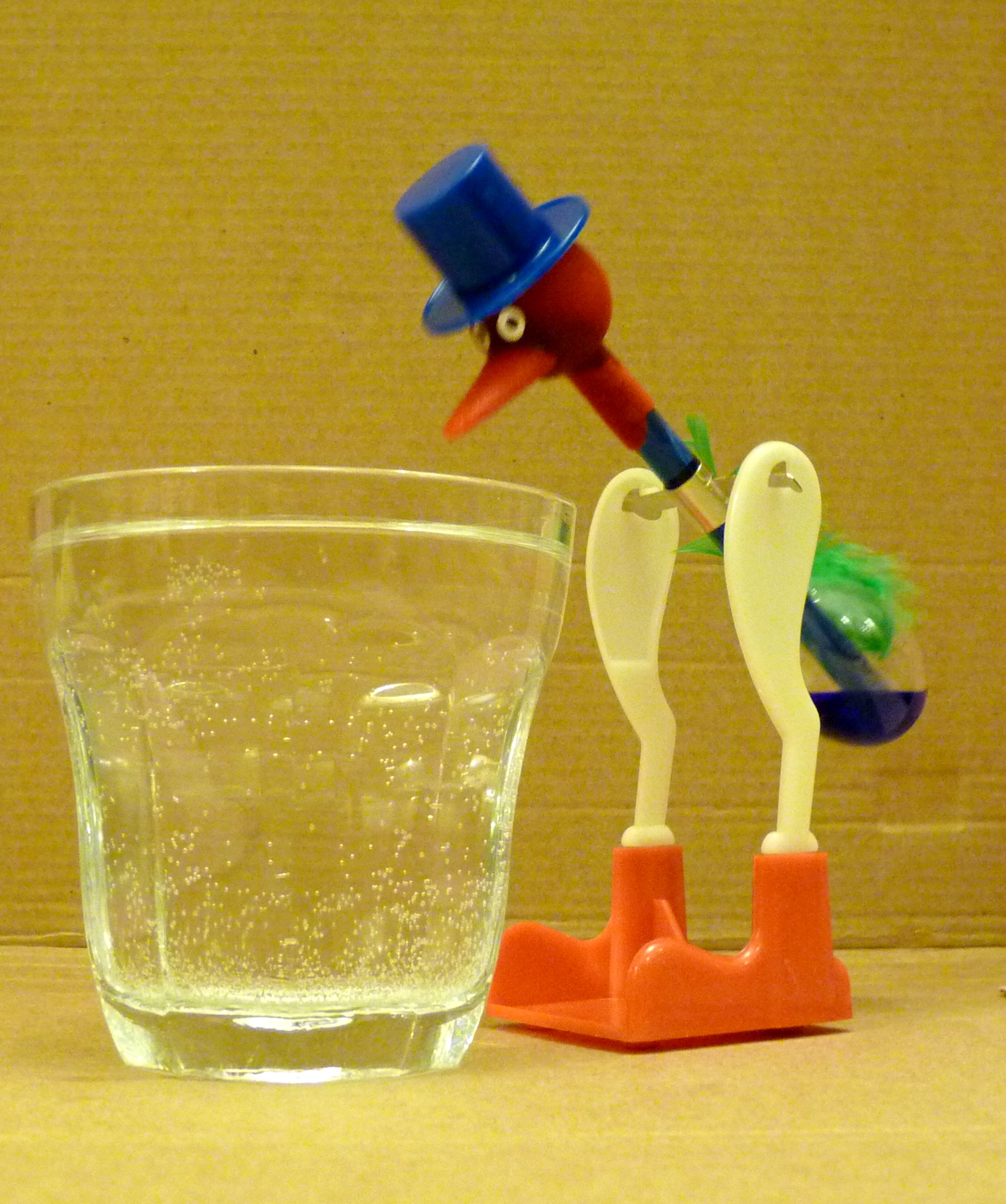
Model d'ocell bevedor

L'ocell bevedor il·lustra diversos principis i conceptes de la física elemental:
- Principalment la segona llei de la termodinàmica (un cicle monotèrmic no produeix treball). A l'ocell, el líquid intern fa cicles entre dues fonts de calor a diferents temperatures, el cap, font freda i l'esquena, font calenta (la temperatura de la qual és temperatura ambient). L'aigua del got es pot considerar com una única font, però aquesta aigua no fa un cicle perquè passa de l'estat líquid a l'estat gasós sense tornar a l'estat líquid al got.
- Llei de Gay-Lussac, que estableix la relació entre la temperatura i la pressió exercida per un gas en un volum donat.
- Llei d'Avogadro, que estableix la relació entre el nombre de molècules d'un gas i la pressió en un volum donat.
- Estadística de Maxwell-Boltzmann, que estableix que en un determinat volum i temperatura les molècules tenen diversos estats energètics i, per tant, poden coexistir en diversos estats.
- L' entalpia de vaporització (i condensació), que estableix que una substància absorbeix (o allibera) calor quan canvia d'estat a temperatura constant.
- El moment de les forces i els baricentres dels cossos .

## Cultura
Un ocell bevedor apareix a les següents pel·lícules: Alien - El vuitè passatger, durant el primer àpat que prenen els viatgers; Alien 3, al despatx del director de la presó; Alienígena: Pacte; Max Payne, a l'escriptori de l'oficial de policia negre responsable dels casos freds; Els Simpsons; Mad Men, episodi 5 de la temporada 4, minut e; Megament; i Cossos Calents .